# Comuna Feričanci, Osijek-Baranja
Feričanci este o comună în cantonul Osijek-Baranja, Croația, având o populație de 2.134 de locuitori (2011).

## Demografie
Componența etnică a comunei Feričanci
     Croați (96,77%)
     Sârbi (1,73%)
     Necunoscut (0,09%)
     Neclasificat (1,17%)
Componența confesională a comunei Feričanci
     Catolici (95,88%)
     Ortodocși (1,55%)
     Necunoscută (0,66%)
     Alte religii (1,92%)
Conform recensământului din 2011, comuna Feričanci avea 2.134 de locuitori. Din punct de vedere etnic, majoritatea locuitorilor (96,77%) erau croați, cu o minoritate de sârbi (1,73%). Apartenența etnică nu este cunoscută în cazul a 0,09% din locuitori. Din punct de vedere confesional, majoritatea locuitorilor (95,88%) erau catolici, cu o minoritate de ortodocși (1,55%). Pentru 0,66% din locuitori nu este cunoscută apartenența confesională.